# شهربانو (فیلم)
شهربانو فیلمی به کارگردانی و سرمایه گذاری مریم بحرالعلومی و نویسندگی پژمان تیمورتاش محصول زمستان سال ۱۳۹۸ است.

## بازیگران
| نام بازیگر      | نقش (کارکتر) |
| فرشته صدرعرفایی | شهربانو      |
| بهناز جعفری     | فیروزه       |
| گلاره عباسی     |              |
| بهرنگ علوی      | ابراهیم      |
| یوسف تیموری     |              |
| سامان صفاری     | علیرضا       |
| مه‌لقا باقری     |              |
| محمد ولی زادگان |              |
| علی کیان ارثی   |              |
| --------------- | ------------ |